# Phalanger carmelitae
Phalanger carmelitae är en pungdjursart som beskrevs av Oldfield Thomas 1898. Phalanger carmelitae ingår i släktet kuskusar och familjen klätterpungdjur. IUCN kategoriserar arten globalt som livskraftig.
Pungdjuret förekommer på centrala och östra Nya Guinea. Arten vistas i 1 300 till 3 800 meter höga bergstrakter som är täckta av skog. Honor föder vanligen en unge per kull.

## Underarter
Arten delas in i följande underarter:
- P. c. carmelitae
- P. c. coccygis